# Kleine Wolfsmilch
Die Kleine Wolfsmilch (Euphorbia exigua) ist eine Pflanzenart aus der Gattung Wolfsmilch (Euphorbia) innerhalb der Familie der Wolfsmilchgewächse (Euphorbiaceae).

## Beschreibung

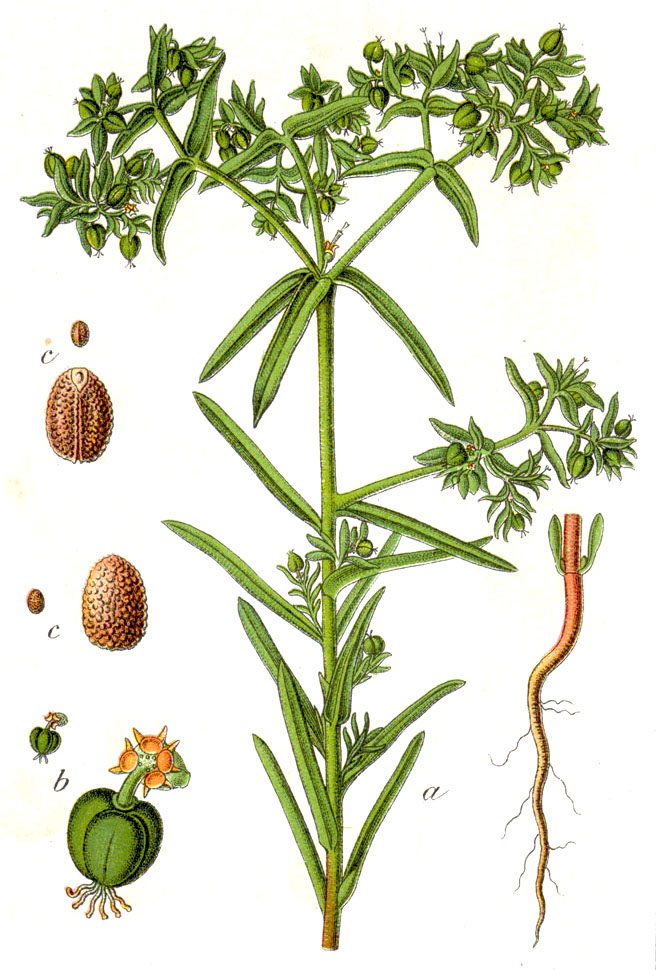
Illustration aus Sturm

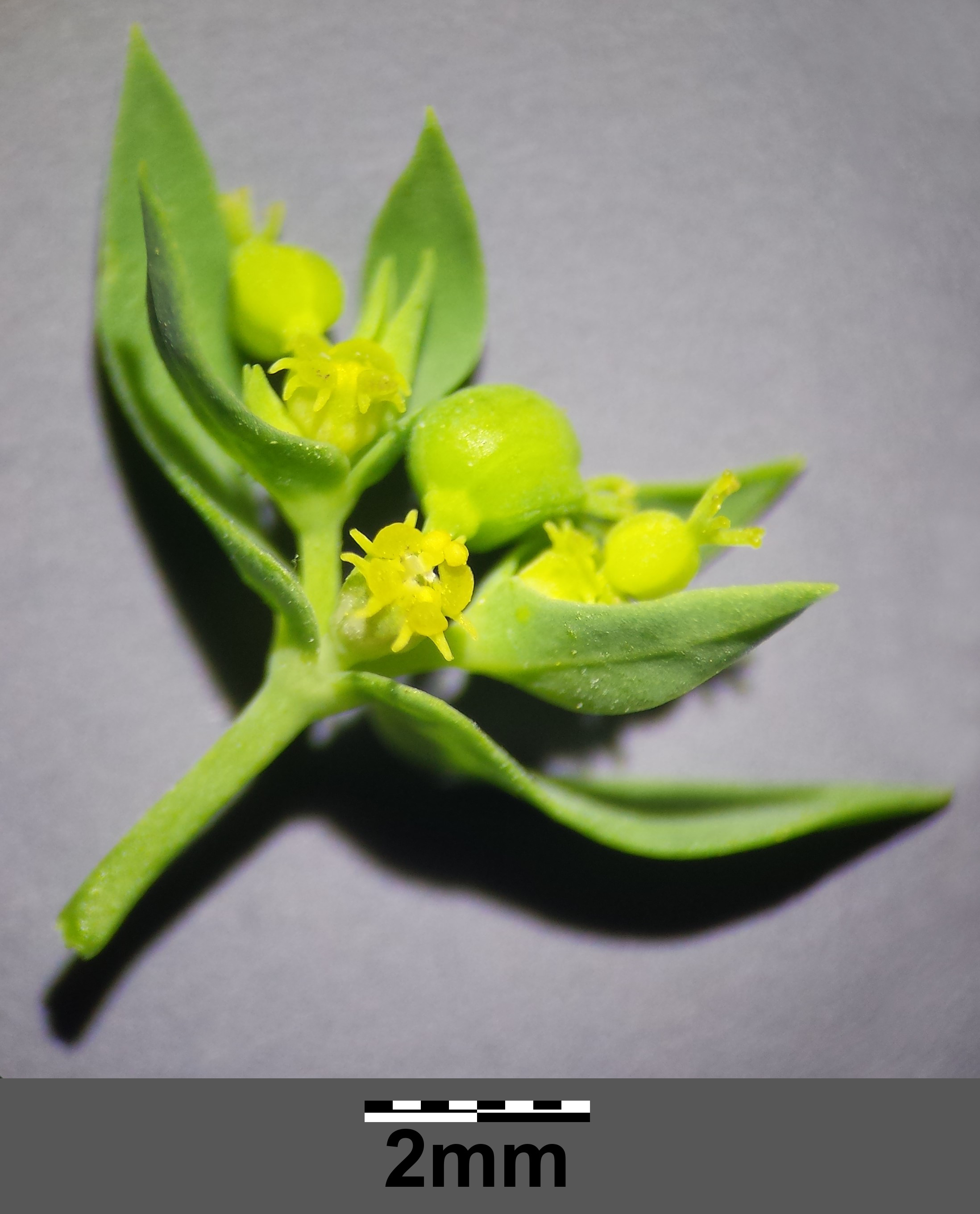
Teilblütenstand

### Vegetative Merkmale
Die Kleine Wolfsmilch ist eine einjährige krautige Pflanze, die eine Wuchshöhe von 5 bis 20 Zentimetern erreicht. Die Stängel sind einfach, aufsteigend oder niederliegend oder von Grund an bogig verästelt. Die sitzenden Laubblätter sind bei einer Länge von 7 bis 14 Millimeter und einer Breite von 1 bis 4 Millimetern linealisch, zugespitzt und blaugrün bereift.

### Generative Merkmale
Die Blütezeit reicht von Mai bis November. Die Hochblätter besitzen eine breit herzförmige Basis, sie sind deutlich länger als breit. Das Cyathium ist hellgrün. Die scheindoldigen Blütenstände sind drei- seltener vier- oder fünfstrahlig. Die einzelnen Strahlen sind wiederholt zweigabelig mit Cyathien im Mittelpunkt und in den Gabelwinkeln. Ein Cyathium ist 1 Millimeter lang und hat zweihörnige verlängerte gelbe Nektardrüsen. Die Tragblätter der Cyathien sind schmal lanzettlich und spitz.
Die Kapselfrüchte sind glatt und nicht geflügelt. Sie ist 1,9 bis 2,5 Millimeter lang und kahl. Die Samen sind unregelmäßig warzig-runzelig. Sie sind zuerst gelblich, später braun-schwarz und vierkantig mit nierenförmiger Caruncula.
Die Chromosomenzahl beträgt 2n = 16, 24, 28 oder 56.

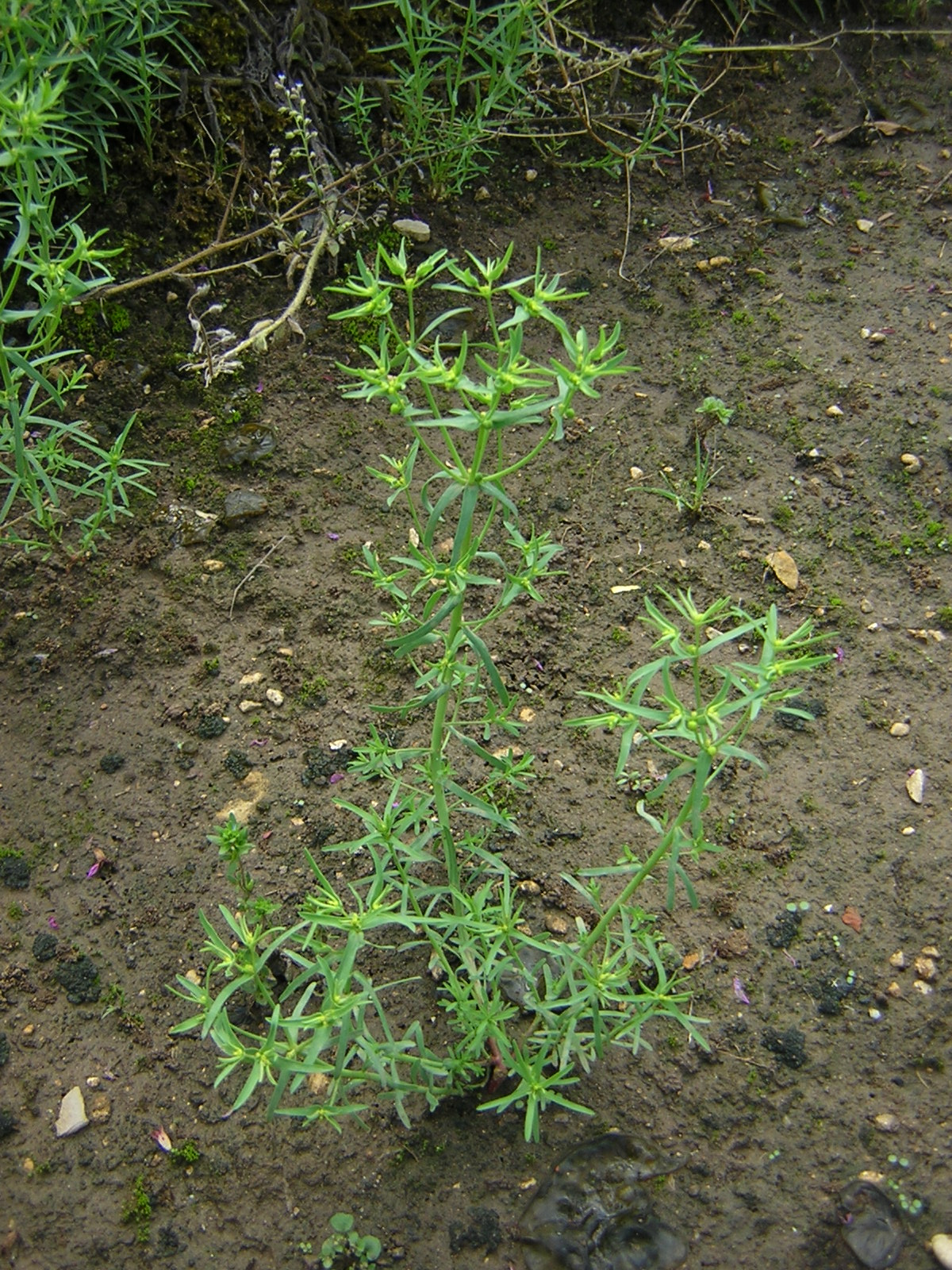
Habitus

## Vorkommen
Euphorbia exigua ist in Europa, in Makaronesien, im Mittelmeerraum mit Nordafrika bis zum Iran verbreitet. In Europa kommt sie in fast allen Ländern vor und fehlt nur in Finnland, Island, Dänemark, Polen und Moldau. In Schweden kommt sie eingeschleppt vor.
Die Kleine Wolfsmilch wächst in Mitteleuropa auf Äckern, in Gärten und an Ruderalstellen. Sie gedeiht am besten auf frischen bis mäßig trockenen, basen- und nährstoffreichen, auch steinigen Lehm- und Tonböden. Sie ist in Mitteleuropa eine Charakterart des Verbandes Caucalidion, kommt aber auch in Pflanzengesellschaften der Verbände Aperion oder Fumario-Euphorbion vor. In Südeuropa kommt sie vor allem in Pflanzengesellschaften der Klasse Thero-Brachypodietea vor. In der Schweiz steigt die Kleine Wolfsmilch bis in eine Höhenlage von 1050 Meter auf.
Die ökologischen Zeigerwerte nach Landolt et al. 2010 sind in der Schweiz: Feuchtezahl F = 2 (mäßig trocken), Lichtzahl L = 4 (hell), Reaktionszahl R = 5 (basisch), Temperaturzahl T = 4+ (warm-kollin), Nährstoffzahl N = 4 (nährstoffreich), Kontinentalitätszahl K = 4 (subkontinental).
Die Kleine Wolfsmilch ist in Mitteleuropa ein Archäophyt und ein in Kalkgebieten verbreitetes Ackerwildkraut, gekennzeichnet durch zusätzliche Wurzelsprosse; Euphorbia exigua ist  im Rückgang begriffen.

## Ökologie
Sie wurzelt bis zu 50 Zentimeter tief.

## Systematik
Die Erstveröffentlichung von Euphorbia exigua erfolgte 1753 durch Carl von Linné in Species Plantarum, Tomus I, S. 456.
Je nach Autor gibt es etwa zwei Unterarten:
- Euphorbia exigua L. subsp. exigua (Syn.: Euphorbia exigua var. acuta L., Euphorbia exigua var. retusa L., Euphorbia retusa (L.) Forssk. nom. illeg., Euphorbia exigua subsp. acuta (L.) Ehrh., Euphorbia diffusa Jacq., Euphorbia tricuspidata Lapeyr., Euphorbia exigua var. tricuspidata (Lapeyr.) W.D.J.Koch, Euphorbia exigua var. truncata W.D.J.Koch, Euphorbia melillensis Sennen & Mauricio nom. nud., Euphorbia exigua var. melillensis Sennen, Euphorbia exigua var. pycnophylla K.U.Kramer & Westra, Euphorbia pycnophylla (K.U.Kramer & Westra) C.Brullo & Brullo nom. illeg.)[4]: Sie kommt in Europa, Nordafrika und Vorderasien vor.[4]
- Euphorbia exigua subsp. merinoi M.Laínz: Sie kommt von Marokko über Spanien sowie Portugal bis ins westliche Frankreich vor.[4]